# Colina de Tom y Tomer
El La Colina de Tom y Tomer (en hebreo: גבעת תום ותומר) es un jardín botánico para reforestar la tierra de Israel y un monumento a las víctimas de 73 casos de desastre de accidente de helicóptero. Situado en Yoav próximo a Jerusalén. 

## Localización
Se encuentra en la costa sur de la zona del Consejo Regional Yoav del norte - al oeste del kibutz al sur. 
Botanical Garden Tom and Tomer'Hill Yoav Israel.
Planos y vistas satelitales.31°40′12.55″N 34°40′34.76″E / 31.6701528, 34.6763222
Se encuentra abierto todos los días del año.

## Historia de la colina
Durante la Independencia el lugar fue llamado "Colina 105" debido a su altura y sirvió como un puesto de avanzada durante la Guerra de Independencia. 
Estos terrenos sirvieron como cantera para extraer algunas rocas y grava, los restos se pueden ver aún hoy desde el mirador. 
Durante los años 80, vino e este lugar Yo'av Keidar miembro del Kibutz "Negba" y padre de Tomer a crear un jardín botánico ecológico en estos desolados terrenos utilizando plantas procedentes del Jardín Botánico de Jerusalén. 
En 1997, después del desastre del helicóptero ocurrido el 7 de septiembre de 1997 en el norte de Israel, decidió Keidar construir un monumento a la memoria de su hijo Keidar Tomer y a un buen amigo Givat Tom de Neve Shalom, soldados ambos en la compañía de ingenieros NAHAL quienes murieron en la tragedia del helicóptero junto a 71 compañeros más. 
Por carencia de monumento oficial, gracias a la iniciativa de Keidar que junto a otros padres que habían perdido a sus hijos, decidieron perpetuar la memoria en este lugar a las 73 víctimas de la caída. Al sitio se decidió darle el nombre de los dos buenos amigos Givat Tom y Keidar Tomer. 

## Tom y Tomer Hill
Se colocan dos grandes piedras que representan a Tom y Tomer, con citas de la Biblia. 
Por el mirador del Este se pueden ver Jerusalén, Hebrón y las colinas de Judea, y por el mirador del oeste las ciudades occidentales de Ashdod, Ashkelon y el Mediterráneo. 
En el complejo hay varias zonas de reunión comunitaria donde se realizan acontecimientos ocasionales para cantar y encuentros culturales. A lo largo de los senderos del jardín se colocan varias rocas que conmemora los nombres de todas las víctimas del desastre, de acuerdo a las unidades militares, así como citas de la Biblia. 
También se puede encontrar en material de referencia sobre el choque en el aire, y jugó a lo largo de Música caminos calma que emana de las rocas. La estación ocupa un lugar destacado en la página de las rutas de carretera de la zona. 
Poste de alta tensión de unos 64 metros de altura con fondo azul pintado con imágenes de 73 palomas blancas que corresponden el número de víctimas, en la base de la columna un fragmento de un poema de Natan Yonatan : "la tierra que les dio el amor para que pudieran dar". 
Esta columna fue donada por la compañía eléctrica, diseñada por Rafi Peled, ex director general y pintado por los empleados de la compañía. El poste es claramente visible en el área desde la carretera y se convirtió en un sello distintivo de la colina.

## Jardín Botánico
El jardín botánico que aquí se encuentra alberga plantas procedentes del jardín botánico de Jerusalén y son plantas endémicas que se utilizan para reforestar terrenos baldíos a lo largo de todo Israel.  
Cerca de la vegetación se publican señales de información botánica. El sitio se mantiene cuidado sobre una base regular y, ocasionalmente plantas de temporada. 

## Mantenimiento del Sitio
El sitio está mantenido por el Kidder, Amasías Schneider un encargado miembro del kibutz,  Consejo Regional de Yoav de la asistencia voluntaria y de la academia pre-militar, que se encuentra en Fort Najshon Yoav (Yoav campo cercano), el Fondo Nacional Judío y de la compañía eléctrica. Asimismo, se estableció una organización que recolecta donaciones para el mantenimiento del lugar. 

## Eventos en la colina
Durante los meses de verano (que no son los árabes), se organiza una tarde de canto (determinado por adelantado), cobrándose 10 dólares a la entrada de la colina, que se utilizan para el mantenimiento de la colina.